# Sophronica suturella
Sophronica suturella là một loài bọ cánh cứng trong họ Cerambycidae.